# Exarcado de Cartago
O Exarcado da África ou Exarcado de Cartago, por conta de sua capital, foi uma divisão administrativa do Império Romano do Oriente e que englobava suas as possessões no Mediterrâneo Ocidental, governadas por um exarca ou um "vice-rei". Ele foi criado pelo imperador Maurício (r. 582–602) no final da década de 580 e sobreviveu até a conquista muçulmana no final do século VII.

## História

### Contexto
O noroeste da África — incluindo a Córsega e Sardenha e as Baleares — foi reconquistado pelos romanos do oriente (bizantinos) sob o comando do general Belisário na Guerra Vândala de 533 e suas províncias foram aglutinadas na Prefeitura pretoriana da África por Justiniano I (r. 527–565). Ela incluía as antigas províncias da África Proconsular, Bizacena, Tripolitânia, Numídia, Mauritânia Cesariense e Mauritânia Sitifense, com capital em Cartago. Na década de 560, uma expedição romana conseguiu reconquistar partes do sul da Hispânia, que foram administradas como a nova província da Espânia. Após a morte de Justiniano, o império foi atacado por todos os lados e as províncias mais remotas foram, geralmente, abandonadas à própria sorte para lidar da melhor forma possível com os invasores, uma vez que Constantinopla não era capaz de oferecer ajuda.

### Fundação do Exarcado
O sistema administrativo tardio dos romanos, fundado por Diocleciano, diferenciava claramente entre cargos civis e militares, primordialmente para reduzir a possibilidade de revoltas por governadores provinciais superpoderosos. Sob Justiniano, o processo foi parcialmente revertido para as províncias que eram tidas como especialmente vulneráveis ou que enfrentavam desordens internas. Capitalizando sobre este precedente e levando-o ao próximo passo, o imperador Maurício (r. 582–602), em algum momento entre 585 e 590, criou o cargo de exarca, que combinava a autoridade suprema civil de um prefeito pretoriano e a autoridade militar de um mestre dos soldados, e que dispunha de considerável autonomia de Constantinopla. Dois exarcados foram fundados, um na Itália, com sede em Ravena (e, por isso, conhecido como Exarcado de Ravena) e outro na África, com base em Cartago e englobando todas as posses bizantinas no Mediterrâneo Ocidental. O primeiro exarca africano foi o patrício Genádio.
Entre as mudanças provinciais, Tripolitânia foi destacada da África e colocada sob o comando da província do Egito; Mauritânia Cesariense e Mauritânia Sitifense foram fundidas na nova Mauritânia Prima, enquanto que a Mauritânia Tingitana foi reduzida efetivamente à cidade de Septo (Ceuta) e combinada com as cidadelas da costa da Hispânia e as Baleares para formar a Mauritânia Secunda.
O Reino Visigótico era também uma ameaça constante às minúsculas possessões do exarca africano na região sul da Península Ibérica. O conflito continuou até a conquista final do último bastião ibérico por volta de 624 pelos visigodos.
Charles Diehl considerava a África no início do século VII como tendo entrado num período de declínio econômico e demográfico, estando sob a constante ameaça dos hostis berberes. Historiadores posteriores porém tiveram que revisar esta imagem à luz de novas evidências arqueológicas: o Exarcado estava entre as áreas mais influentes do Império Bizantino, mesmo sendo menos rica e importante que o Egito. Parece ter havido ali muito menos conflitos do que nos Bálcãs, na Mesopotâmia e no Cáucaso, o que permitia à população uma vida muito mais segura. Há também evidências de um ativo comércio entre a África bizantina e a Gália Franca durante o século VII. A agricultura florescia, particularmente nas imediações do rio Majerda. A produção de grãos, azeite de oliva e vinho mantinha a população local bem alimentada e provavelmente era suficiente para suprir um comércio marítimo. A pesca parece ter sido também outra atividade em crescimento. As elites locais parecem ter investido na construção de igrejas, sendo o principal testemunho disso a existência de diversos exemplos de arte funerária e, principalmente, dos mosaicos. Heráclio parece ter criado laços com esta elite e seu filho, Heráclio, o Jovem, casou-se pelam primeira vez com Fábia Eudócia nesta época. O pai da noiva era Rogas, um proprietário de terras no Exarcado.
Durante a revolta vitoriosa do exarca de Cartago Heráclio em 608, os berberes (amazigues) perfaziam uma grande proporção da frota que transportou o futuro imperador até Constantinopla. Por conta de suas ambições políticas e religiosas, o exarca Gregório, o Patrício (que era parente da família imperial através do primo do imperador, Nicetas), se declarou independente do Império em 647. Nesta época, a influência e poder do exarcado pode ser exemplificado pelas forças que Gregório conseguiu juntar na  Batalha de Sufétula, no mesmo ano, onde mais de 100 000 homens de origem berbere lutaram pelo exarca.

### Conquista árabe
As primeiras expedições islâmicas começaram numa iniciativa do Egito, sob o emir Anre ibne Alas e seu sobrinho, Uqueba ibne Nafi. Percebendo a fraqueza romana, ele conquistaram Barca, na Cirenaica, e prosseguiram pela Tripolitânia, onde eles finalmente encontraram alguma resistência. Por conta da desordem provocada pelas disputas teológicas em torno do monotelismo e do monoenergismo, o exarcado sob Gregório se distanciou do Império e se revoltou. Cartago, por sua vez, foi inundada com refugiados vindos do Egito (especialmente os melquitas - cristãos grego-ortodoxos), Palestina e Síria exacerbaram as tensões religiosas e alarmaram ainda mais o já tenso Gregório sobre a iminente ameaça árabe. Percebendo que a ameaça mais imediata vinha das tropas árabes muçulmanas, Gregório juntou-se aos seus aliados e iniciou a resistência ao avanço muçulmano, mas foi derrotado na batalha de Sufétula, que era a capital de facto do exarcado sob Gregório, pelos muçulmanos de Abedalá ibne Sade. Cartago novamente se tornou a capital, tendo perdido a honra por que Gregório achava que a cidade era muito vulnerável aos ataques bizantinos pelo mar. A partir daí, exarcado se tornou um estado-cliente bizantino liderado por um exarca chamado Genádio. Ele tentou manter o status de tributário tanto de Constantinopla quanto de Damasco (a capital omíada), o que provocou uma grande pressão sobre seus recursos financeiros e terminou numa revolta entre a população.
Com o tênue controle bizantino confinado a umas poucas fortalezas costeiras mal-defendidas, os cavaleiros árabes que cruzaram a fronteira da Cirenaica pela primeira vez em 642 encontraram pouca resistência. Ela aumentou até atingir o pico em 682, quando o exarcado, com o auxílio de seus aliados berberes (liderados pelo rei Kaisula ait Lamazm), venceu as forças de Uqueba ibne Nafi na Batalha de Biskra. A vitória fez com que os invasores recuassem para o Egito, dando ao exarcado uma década para se recuperar. Os repetidos confrontos, contudo, cobraram seu preço sobre as minguantes e cada vez mais divididas forças do exarcado. Em 698, o comandante muçulmano Haçane ibne Numane e uma força de 40 000 homens arrasaram a Cartago romana. Muitos de seus defensores eram visigodos enviados para defender a cidade por seu rei, que também temia a expansão muçulmana. A maior parte deles lutou até a morte e a cidade de Cartago foi novamente arrasada, como já havia sido séculos antes pelas forças do Império Romano.
A perda dos territórios continentais africanos do exarcado foi um enorme golpe para o Império Bizantino no Mediterrâneo Ocidental pois tanto Cartago quanto o Egito eram as principais fontes de soldados e de cereais para a capital. Além disso, a queda do Exarcado encerrou definitivamente a presença bizantina (romana) na África.